# 陳烈 (正德進士)
陳烈（1472年—1513年），字朝臣，福建漳州漳浦縣人，民籍，明朝政治人物。

## 生平
正德二年（1507年）丁卯科福建鄉試第四十七名舉人。正德六年（1511年）中式辛未科會試第三百八名，登第三甲第一百六十七名進士。官武进县知县。

## 家族
曾祖陳則彛，贈吏部郎中；祖父陳肅；父陳衡，母楊氏；繼母鄭氏。